# Budakeszi
Budakeszi je mesto na Madžarskem, ki upravno spada v podregijo Pilisvörösvári Županije Pešta.
Ima Letališče Budakeszi.